# The Adjustment Bureau
The Adjustment Bureau és una pel·lícula de ciència-ficció estrenada el 4 de març de 2011 als Estats Units i Espanya, i el 7 d'abril del mateix any a Argentina i Mèxic. Protagonitzada per Matt Damon i Emily Blunt, està dirigida, escrita i produïda per George Nolfi. Basada en un relat de Philip K. Dick titulat Adjustment Team.

## Argument
En 2006, el congressista de Brooklyn, David Norris (Matt Damon), es presenta amb poc èxit al Senat dels Estats Units. Mentre assaja un discurs acceptant la seva derrota, David coneix a Elise Segelles (Emily Blunt) i comparteixen un petó apassionat, encara que ella no li diu el seu nom. Inspirat per ella, David dona un discurs inusualment sincer que és ben rebut, fent-li un dels favorits per a les eleccions al Senat de 2010.

## Repartiment
- Matt Damon com David Norris.
- Emily Blunt com Elise Segelles.
- Michael Kelly com Charlie Traynor.
- Anthony Mackie com Harry Mitchell.
- Terence Stamp com Thompson.
- John Slattery com Richardson.

## Producció
Es va començar a rodar a l'octubre de 2009, íntegrament a la ciutat de Nova York, Estats Units. Abbie Cornish va ser considerada per a un dels personatges, però finalment no va ser contractada. L'estrena va ser retardada en nombroses ocasions, inicialment estava programat per al mes de juliol de 2010 però posteriorment es va retardar fins al 17 de setembre del mateix any, i posteriorment, al 4 de març de 2011. Finalment l'estrena es va fer el 14 de febrer de 2011 en el Ziegfield Theater a Nova York. A l'esdeveniment van acudir els actors Matt Damon, Emily Blunt, John Slattery, Anthony Mackie i Josh Lucas, i el director, guionista i productor George Nolfi, entre d'altres.